# Ceftobiprolo
Il ceftobiprolo è una cefalosporina di quinta generazione per il trattamento della polmonite acquisita in ospedale (esclusa la polmonite associata al ventilatore) e della polmonite acquisita in comunità. È commercializzato da Basilea Pharmaceutica nel Regno Unito, Germania, Svizzera e Austria con il nome commerciale "Zevtera", in Francia e in Italia con il nome commerciale "Mabelio".
Come altre cefalosporine, il ceftobiprolo esercita la sua attività antibatterica legandosi alle proteine leganti la penicillina e inibendo la loro attività transpeptidasica, essenziale per la sintesi delle pareti cellulari batteriche.
Il ceftobiprolo ha un'elevata affinità per la proteina 2a legante la penicillina dei ceppi di Staphylococcus aureus meticillino-resistenti (MRSA) e mantiene la sua attività contro i ceppi che esprimono forme alternative del gene mecA (mecC o mecALGA251). Il ceftobiprolo si lega anche alla proteina legante la penicillina 2b in Streptococcus pneumoniae (a sensibilità intermedia alla penicillina), alla proteina legante la penicillina 2x in Streptococcus pneumoniae (resistente alla penicillina) e alla proteina 5 legante la penicillina in Enterococcus faecalis.

## Microbiologia
Il ceftobiprolo ha mostrato attività antimicrobica in vitro contro un'ampia gamma di patogeni Gram-positivi e Gram-negativi. Tra i patogeni Gram-positivi, ceftobiprolo ha dimostrato una buona attività contro Staphylococcus aureus resistente alla meticillina, Staphylococcus aureus sensibile alla meticillina  e stafilococchi coagulasi negativi, oltre che contro ceppi di Staphylococcus aureus resistente alla meticillina con suscettibilità ridotta a linezolid, daptomicina o vancomicina. Il ceftobiprolo ha anche mostrato una potente attività contro Streptococcus pneumoniae (compresi i ceppi sensibili alla penicillina, resistenti alla penicillina e resistenti al ceftriaxone) e Enterococcus faecalis, ma non contro Enterococcus faecium. Per i patogeni Gram-negativi, il ceftobiprolo ha mostrato una buona attività in vitro contro Haemophilus influenzae (compresi isolati sensibili all'ampicillina e non sensibili all'ampicillina), Pseudomonas aeruginosa e ceppi di Escherichia coli, Klebsiella pneumoniae e Proteus mirabilis che non producono beta-lattamasi a spettro esteso (ESBL). Come tutte le altre cefalosporine, il ceftobiprolo è inattivo contro i ceppi che producono beta-lattamasi a spettro esteso.
L'efficacia del ceftobiprolo è stata dimostrata in due ampi studi clinici randomizzati, in doppio cieco, di fase 3 in pazienti con polmonite acquisita in ospedale e acquisita in comunità. Ceftobiprolo è risultato non inferiore a ceftazidime più linezolid nel trattamento della polmonite acquisita in ospedale (esclusa la polmonite acquisita da ventilazione) e non inferiore a ceftriaxone con o senza linezolid nel trattamento della polmonite acquisita in comunità.

## Farmacologia

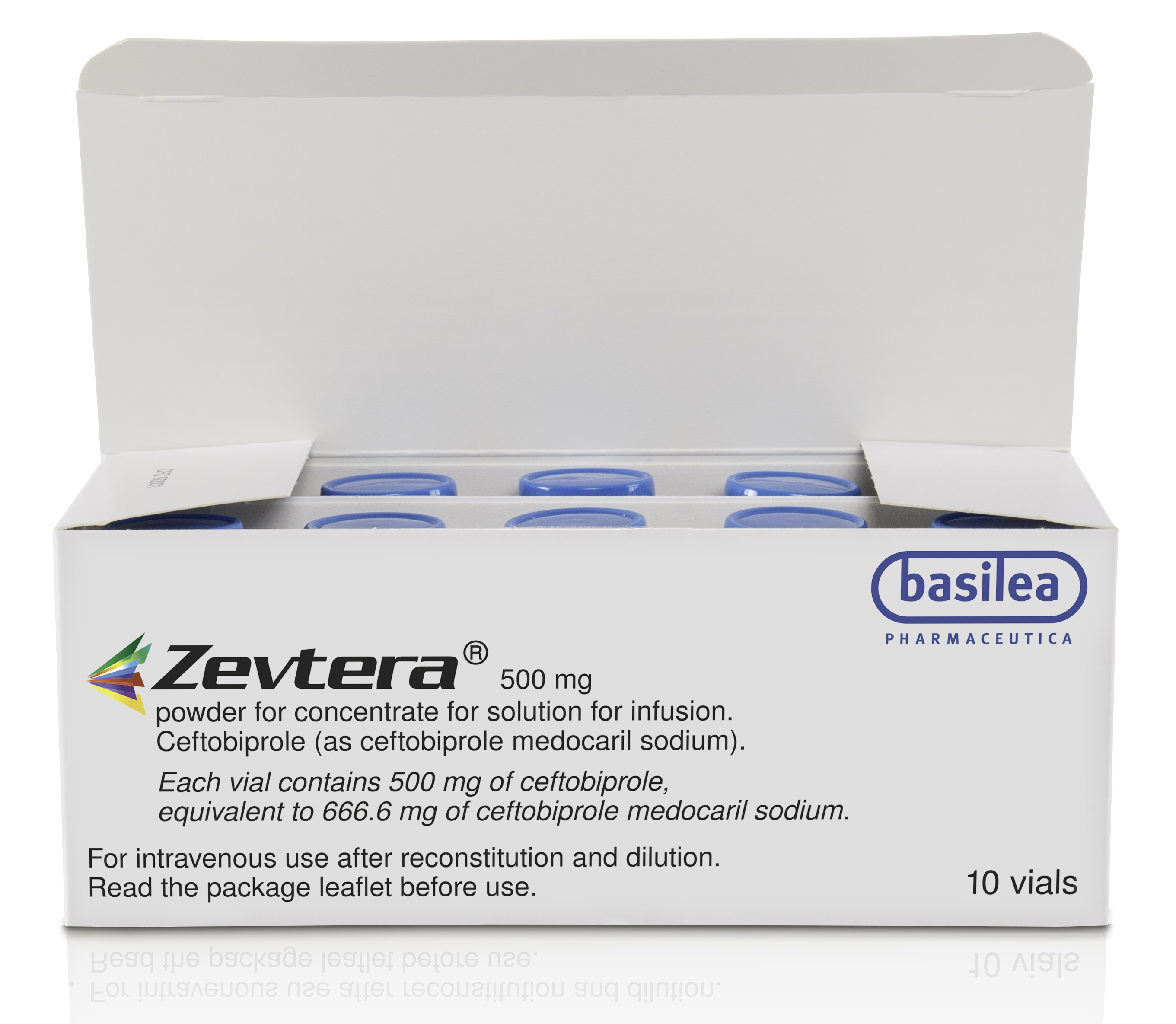

Il ceftobiprolo è la parte attiva del profarmaco "ceftobiprolo medocaril" ed è disponibile solo per via endovenosa. La dose raccomandata è 500 mg in infusione di 2 ore, ogni 8 ore. Viene escreto principalmente per via renale. È necessario un aggiustamento della dose per i pazienti con insufficienza renale moderata o grave e per i pazienti con malattia renale allo stadio terminale, ma non è necessario alcun aggiustamento della dose per sesso, etnia o età, nei pazienti gravemente obesi o nei pazienti con insufficienza epatica.

## Approvazioni normative

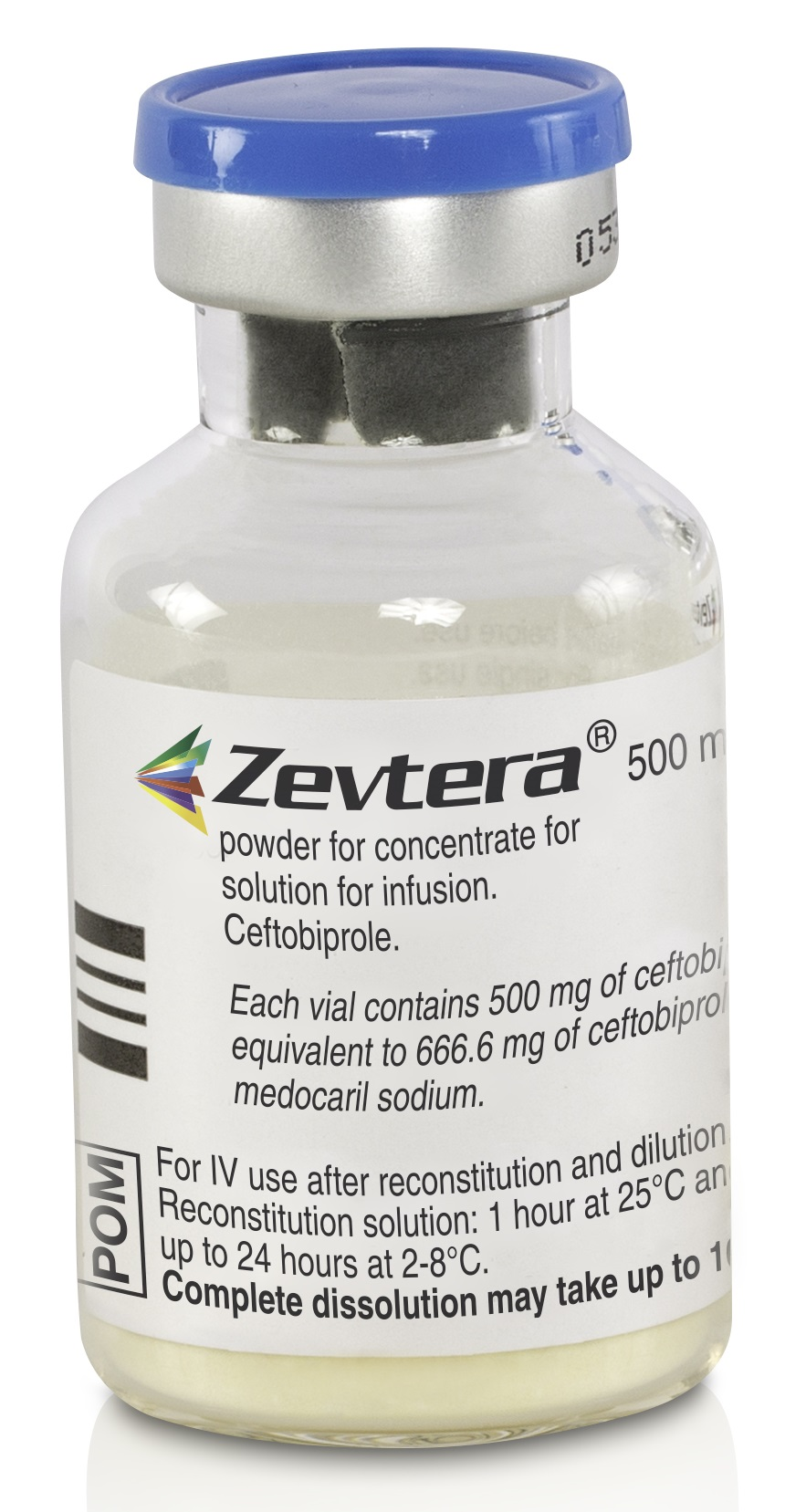
500 mg in polvere per soluzione

Ceftobiprolo è stato approvato per il trattamento di pazienti adulti con polmonite acquisita in ospedale (esclusa la polmonite da ventilatore) e polmonite acquisita in comunità in 12 paesi europei, Canada e Svizzera.

## Sinonimi
- RO0639141-000[10]
- BAL9141[11]
- Ceftobiprolo medocaril